# Омельник (Кременчуцький район)
Омельни́к — село в Україні, центр Омельницької сільської громади Кременчуцького району Полтавської області. Населення становить 1811 осіб. Орган місцевого самоврядування — Омельницька сільська рада.

## Географія
Село Омельник знаходиться на правому березі річки Псел (через село також протікає річка Омельник), вище за течією на відстані 2 км розташоване село Гуньки, нижче за течією на відстані 3 км — село Федоренки, на протилежному березі — село Запсілля.
Біля села розташований Нижньопсільський заказник.

## Назва
Крім Кременчуцького району існують ще 2 назви по Україні: в Онуфріївському районі Кіровоградської області та в Оріхівському районі Запорізької обл. Найпоширеніші три версії щодо походження назви села. Перша: назву село отримало від назви річки Омельник, що протікає тут. За другою версія, назва походить від імені козака Омелька, який ще в козацькі часи проживав тут. За третьою версією вважається, що первісно назва звучала як Емінлік, або територія, що належала якомусь еміну (так кримські татари називали управителів). Потім, трансформуючись, стала звучати, як Оминлик, пізніше — Омильник, ще далі — Омельник.
Сама назва гідроніма Омельник вважається походить від назви напівпаразитичної рослини омели, що росте на берегах цих річок.

## Історія

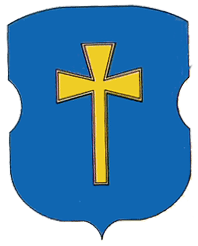
Герб села 1754 року

Датою заснування села вважається 1630 рік. Власне досі знана лише згадка 1633/1634 поселення як вже існуючого (звідси походив козак Пальчик, ймовірно з роду остерських бояр Пальчиків). 1638 Омельник постраждав від повстанців Я.Острянина. Цього ж року королівський привілей на Омельник отримав Станіслав Гурський, військовий клієнт великого коронного гетьмана С.Конєцпольського. Утім, надовго не затримався, бо 1644 черкаський староста і польний гетьман коронний Миколай Потоцький віддав Омельник серед інших старостинських маєтностей в оренду своєму родичу Адаму Казановському.
Містечко Омельник показано на картах XVII сторіччя на нижній течії річки Псла при впадінні в неї річки Омельник. Омельник в XVII сторіччі був укріплений земляною фортецею і був значним селищем.
В 1648 році була створена Омельницька сотня у складі Чигиринського полку, у якому перебувала вперше від 1648 року до 1661 року. Адміністративним центром сотні стає містечко Омельник. Крім того до складу сотні входять такі населені пункти, як слобода Демидівка, село Ламана; містечко Манжелія. За «Реєстром» у жовтні 1649 року мала 189 козаків.
Протягом 1661—1663 років Омельницька сотня входила до Кременчуцького полку, а в 1663—1667 роках — знову до Чигиринського. За Андрусівським перемир'ям 1667 року мала увійти до Полтавського полку, але фактично продовжувала належати до вілаєта П. Дорошенка. Остаточно відійшла до Лівобережжя після капітуляції П. Дорошенка і була включена до Миргородського полку, у складі якого перебувала до 1775 року, коли після ліквідації Січі указом Катерини II сотня була розформована, а її територія включена до складу Кременчуцького повіту Новоросійської губернії з центром у Кременчуці. Найпомітнішим місцевим старшинським родом були Остроградські.
На початку XX сторіччя населення містечка Омельник становило близько 2500 жителів. У містечку були 2 православні церкви, єврейський молитовний будинок, крамниці, 3 ярмарки, 2 маслоробні.

### «Село Року— 2018»
У червні 2018 року за результатом ревізії проекту «Сільський ревізор» та народного голосування Омельник було визнано «Селом Року – 2018».

## Населення
- 1859 — 3358 (1622 чол., 1736 жінок, 439 дв.)[5]
- 2001 — 1811

## Економіка та соціальна сфера
На території села знаходяться дитячий табір відпочинку «Сонячний» та санаторій-профілакторій «Івушка».
Діє Аграрно-екологічний ліцей-інтернат-дошкільний навчальний заклад.
На території Омельника діє приватне підприємство агрофірма «ім. Шевченка».
За 8 км від села знаходиться станція Омельник на ділянці Полтава — Кременчук Південної залізниці.
Зараз на території села Омельник діє громадське формування «Українські Козаки» Українського Реєстрового Козацтва, яке охороняє порядок в селі и підтримує українські традиції та звичаї.

## Репресовані
- Павленко Марина Семенівна, 1912 р. н., с. Полтавське Куйбишевської обл. (Російська Федерація), українка, із селян, освіта не вказана. Проживала у с. Омельник Кременчуцького р-ну Полтавської обл. Колгоспниця. Заарештована 21 березня 1944 р. Засуджена Особливою нарадою при НКВС СРСР 11 листопада 1944 р. (стаття КК не вказана) як член сім'ї зрадника Батьківщини до 5 років заслання у Казахстан з конфіскацією майна. Реабілітована Полтавською обласною прокуратурою 28 липня 1989 р.
- Павленко Яків Мойсейович, 1892 р. н., с. Омельник Кременчуцького р-ну Полтавської обл., українець, із селян, освіта початкова. Проживав у м. Кременчук. Робітник відділу комунгоспу. Заарештований 17 грудня 1937 р. Засуджений Особливою трійкою при УНКВС Полтавської обл. 9 квітня 1938 р. за ст.ст. 54-10 ч. 1, 54-11 КК УРСР до розстрілу з конфіскацією майна. Вирок виконано 29 травня 1938 р. Реабілітований Верховним Судом УРСР 28 квітня 1989 р.[6]
- Заіченко Іван Іванович - 1895 року народження, місце народження: Полтавська обл. с. Омельник Кременчуцького р-ну, національність: українець, соціальне походження: із селян, освіта: освіта початкова, останнє місце проживання: с. Омельник, останнє місце роботи: Селянин-одноосібник, Заарештований 7 березня 1931 р., Засуджений Особливою нарадою при Колегії ОДПУ УСРР 22 жовтня 1931 р. за ст. 54-10 КК УСРР до 3 років заслання у Північний край.

## Постаті
Варакута Микола Юхимович (17.06.1893 - н/д) - поручник 3-го Кінного полку 3-ї Залізної стрілецької дивізії Армії УНР